# Pallacanestro Cantù 1983-1984
Questa voce raccoglie le informazioni riguardanti la Pallacanestro Cantù nelle competizioni ufficiali della stagione 1983-1984.

## Stagione
La stagione 1983-1984 della Pallacanestro Cantù, sponsorizzata Jolly Colombani, è la 29ª nel massimo campionato italiano di pallacanestro, la Serie A1.
Dopo la trionfale stagione dell'anno precedente, il presidente Aldo Allievi e Raffaele Morbelli volevano continuare la grande tradizione canturina di innumerevoli trionfi. Così, salutato Giancarlo Primo dopo una sola stagione, si decise di puntare su Gianni Asti, giovane allenatore che aveva fatto bene con la Berloni Torino. La dirigenza canturina salutò anche con dispiacere Renzo Bariviera, che nelle ultime stagioni era stato importantissimo per i successi biancoblù. In questo modo Allievi riuscì a comporre la squadra che aveva sempre desiderato, cioè formata interamente da giocatori provenienti dal vivaio, fatta eccezione per i due americani.
La prima tappa della stagione fu la Coppa Intercontinentale. All'esordio a Buenos Aires i canturini vinsero contro il Peñarol, ma persero successivamente con Oregon State di un solo punto. Non bastarono poi le successive vittorie contro Simac Milano e Monte Líbano perché all'ultima giornata Cantù si arrese ai padroni di casa dell'Obras Sanitarias che andarono a vincere l'ambito trofeo. In campionato e in Coppa dei Campioni le cose andarono per il verso giusto con la qualificazione al girone delle semifinali. L'avventura in Coppa proseguì con quattro vittorie ed una sconfitta nell'andata, mentre nel ritorno ci furono gli stop contro il Maccabi Tel Aviv, in trasferta, e in casa contro il Banco Roma. Quella contro Roma fu la seconda sconfitta casalinga subita in una competizione europea dalla Pallacanestro Cantù, che nella sua storia aveva perso solamente il 18 marzo 1975 contro la Mobilgirgi Varese. Così dopo otto anni Cantù chiuse a quota 40 la striscia vincente di vittorie europee ottenute in casa. La settimana successiva con anche la sconfitta di Barcellona i canturini diedero addio alla possibilità di accedere alla terza finale consecutiva. In campionato i biancoblù riuscirono a chiudere in quarta posizione e a qualificarsi ai playoff contro la Peroni Livorno. Bisognò arrivare a gara-3 ma alla fine gli uomini di Gianni Asti approdarono alle semifinali contro la Simac Milano. Serie dominata dai milanesi ai quali bastarono solo due partite per volare in finale.

## Roster
|    | Naz.                   | Ruolo | Sportivo             |  |  |  | Note |
| -- | ---------------------- | ----- | -------------------- |  |  |  | ---- |
| 4  | Italia (bandiera)      | A     | Denis Innocentin     |  |  |  |      |
| 5  | Italia (bandiera)      | AC    | Fausto Bargna        |  |  |  |      |
| 6  | Italia (bandiera)      | P     | Giorgio Cattini      |  |  |  |      |
| 7  | Italia (bandiera)      | P     | Corrado Fumagalli    |  |  |  |      |
| 8  | Italia (bandiera)      | AG    | Beppe Bosa           |  |  |  |      |
| 9  | Italia (bandiera)      | A     | Antonio Sala         |  |  |  |      |
| 10 | Stati Uniti (bandiera) | AC    | Jim Brewer           |  |  |  |      |
| 12 | Italia (bandiera)      | G     | Antonello Riva       |  |  |  |      |
| 14 | Italia (bandiera)      | P     | Pier Luigi Marzorati |  |  |  |      |
| 15 | Stati Uniti (bandiera) | C     | Les Craft            |  |  |  |      |
| -  | Italia (bandiera)      | C     | Angelo Gilardi       |  |  |  |      |
| -  | Italia (bandiera)      | G     | Riccardo Paravella   |  |  |  |      |
| -  | Italia (bandiera)      | C     | Angelo Reale         |  |  |  |      |
|    | Italia (bandiera)      | ALL   | Gianni Asti          |  |  |  |      |

## Mercato
| Acquisti | Acquisti    | Acquisti        | Acquisti   |
| R.       | Nome        | da              | Modalità   |
| -------- | ----------- | --------------- | ---------- |
| ALL      | Gianni Asti | Auxilium Torino | definitivo |
| C        | Les Craft   | KSU Wildcats    | definitivo |

| Cessioni | Cessioni        | Cessioni       | Cessioni       |
| R.       | Nome            | a              | Modalità       |
| -------- | --------------- | -------------- | -------------- |
| ALL      | Giancarlo Primo | UG Goriziana   | fine contratto |
| C        | Wallace Bryant  | Chicago Bulls  | fine contratto |
| AG       | Renzo Bariviera | Olimpia Milano | fine contratto |